# Ponte di Richmond
Il ponte di Richmond (Richmond Bridge in inglese) è un ponte stradale costruito nel XVIII secolo che attraversa il Tamigi a Richmond upon Thames, nel sud ovest di Londra. È un ponte ad archi, di pietra di Portland e collega le due metà del Borough londinese di Richmond upon Thames. Fu progettato da James Paine e Kenton Couse.
È il ponte esistente il più vecchio nel Grande Londra.